# アレクサンデル8世 (ローマ教皇)
アレクサンデル8世（Alexander VIII、1610年4月22日 - 1691年2月1日）は、ローマ教皇（在位：1689年 - 1691年）。本名はピエトロ・ヴィット・オットボーニ（Pietro Vitto Ottoboni）。

## 生涯
ヴェネツィアの名家の出身で、枢機卿を経て、ブレシアの司教となった。フランス王ルイ14世の大使がインノケンティウス11世の死去後の教皇選挙での彼の選出を後押ししたのである。そのようなフランスとの関係とは別にジャンセニスムに対しては厳しく、1682年にフランスの司教団によって出された「ガリカニスムの4か条」を断罪している。
彼の時代、教皇庁の財政は大規模な慈善活動と親族登用のゆきすぎによって破綻寸前であった。しかし学問への関心が高かった教皇は、当時イタリアで暮らしていたスウェーデンのクリスティーナ女王からバチカン図書館のための書籍コレクションを購入している。1691年2月1日に死去。